# Vertente do Lério
Vertente do Lério es un municipio del estado de Pernambuco, Brasil. Tiene un área de 67.07 km² y una población estimada en el 2020 de 7.571 habitantes.

## Historia
El poblado de Vertente do Lério logró su estatus de distrito de Surubim el 22 de mayo de 1953. Fue elevado a municipio el 1 de octubre de 1991.
Su nombre viene de la historia de un señor llamado Lério, quien construyó su casa junto a una pendiente con agua limpia. Una gran sequía golpeó la región, y las personas acudían a Lério para abastecerse de agua, y al preguntar de dónde provenía el agua, los locales respondían de la vertiente de Lério (Vertente do Lério).